# ハンス・ヨナス
ハンス・ヨナス（Hans Jonas、1903年5月10日－1993年2月5日）は、ドイツ生まれの実存主義哲学者であり、ハイデッガーとブルトマンに学び、ホワイトヘッドのプロセス哲学の影響を受けた。彼を著名にしたのは、近代技術が人間に及ぼす影響とそれに対する倫理的努力に関する著作だった。また彼は実存主義の立場よりグノーシス主義を研究し、浩瀚な書物を著した。

## 生涯
1903年5月10日、ドイツのメンヒェングラートバッハに誕生した。彼は、フライブルク、ベルリン、ハイデルベルクで哲学と神学を学んだ。マールブルクにおいて、マルティン・ハイデッガーとルドルフ・ブルトマンの元で研究し、哲学博士の学位を得た。マールブルクで彼は、同じく哲学博士の学位を得るため研究していたハンナ・アーレントの知遇を得、二人はこの後、生涯永続する友人となった。

### ナチズムの台頭と第二次世界大戦中
1933年にハイデッガーはドイツのナチス党に加わった。このことは、ユダヤ系の血を引き、彼自身積極的なシオニストであったヨナスに衝撃を与えた。偉大な哲学者であってさえこのような政治的な愚行を行い得るという事実の認識は、ヨナスをして、哲学の価値に対する疑問を惹起した。
同1933年、ドイツを去ってイングランドに移り、1934年、イングランドより更に英領パレスティナへと移った。その地でヨナスはローレ・ヴァイナー（Lore Weiner）と出会い、彼女と婚約を結んだ。1940年に彼はヨーロッパに帰還し、英国陸軍に入隊した。英国陸軍はアドルフ・ヒトラーと戦うことを望むドイツ系ユダヤ人のため、特殊旅団を編制していた。ヨナスはイタリアに送られ、戦争の最終段階ではドイツへと移動していた。この当時、ヨナスは幾通かの書翰をローレに送っており、勝利する軍団のなかの一兵士として帰還するだろうという約束を守った。ヨナスはローレに送った書簡の中で、愛と共に哲学について記している。戦争勝利後の1943年、ヨナスはローレと結婚した。

### 戦後
終戦後、ただちに彼はメンヒェングラートバッハに還って母親を捜したが、見出したのは母親がアウシュヴィッツ収容所のガス室に送られたということだけであった。このことを知って、ヨナスはもはやドイツに居住することを拒否し、パレスティナに戻った。1948年、イスラエルの独立戦争に加わった。しかし彼は、自分の使命はシオニストとして生きることではなく、哲学を教えることであると感じていた。
ヨナスは北アメリカに移る前、短期間エルサレムのヘブライ大学で教えた。1950年に彼はカナダへと移り、カールトン大学で教鞭を執った。1955年にカナダよりニューヨークへと移住し、その地で残りの生涯を送った。彼はニュー・スクール・フォー・ソーシャル・リサーチ（人文社会研究大学院）において、1955年から1976年まで教鞭を執った。1993年、ニューヨーク市で死去した。

## 受賞・栄典
- 1987年：ドイツ書籍協会平和賞。

## 研究内容・業績
- ヨナスは社会に多大な影響を与えた著作『 Imperative of Responsibility（規範としての責任性）』（1979年ドイツ語で刊行、1984年英語で刊行）でよく知られている。ヨナスの著作は、技術社会において生み出された社会的・倫理的問題を主題としている。彼は、人類の存続は、我々の世界である地球とその未来への配慮に対する努力に依存していると主張した。ヨナスは道徳性に関する、新しく明瞭な至上原理を定式化した。「汝の行いの結果が、人間の純粋生命の永続と調和するように行為せよ」。
- ヨナスはまた、グノーシス主義に関する浩瀚な書物を著した。グノーシス主義とは何かということを、彼はみずからの思想同然によく理解していた。この宗教を実存主義哲学者としての視点より解釈した。
- ヨナスの哲学は、アルフレッド・ノース・ホワイトヘッドのプロセス哲学とプロセス神学に影響されたものだった。

## 著作

### 著書
- 『グノーシスと古代末期の精神 （Gnosis und spatantiker Geist）』 第一部・第二部（1934年-1954年）
- 『生命の哲学：哲学的生物学を目指し （The Phenomenon of Life: Toward a Philosophical Biology）』 （1966年）
- 『規範としての責任性：技術時代における倫理の探求において （The Imperative of Responsibility: In Search of Ethics for the Technological Age）』 （1979年） ISBN 0-226-40597-4
- 『生命の哲学：哲学的生物学を目指し－現象学及び実存主義哲学的研究 （The Phenomenon of Life: Toward a Philosophical Biology (Studies in Phenomenology and Existential Philosophy）』 （1979年） ISBN 0-8101-1749-5
- 『グノーシスの宗教：異邦の神のメッセージとキリスト教の起源 （The Gnostic Religion: The Message of the Alien God & the Beginnings of Christianity）』 （1979年） ISBN 0-8070-5801-7
- 『技術、医療、倫理について （On Technology, Medicine and Ethics）』 （1985年）

### 日本語訳された著作
- 『責任という原理:科学技術文明のための倫理学の試み』加藤尚武監訳、東信堂、2000年、新版2010年。ISBN 4887139993

（Das Prinzip Verantwortung. Versuch einer Ehik fur die technologische Zivilisation.1979年）
- 『グノーシスの宗教:異邦の神の福音とキリスト教の端緒』秋山さと子・入江良平訳、人文書院、1986年、増補版2020年。ISBN 4409031112
- 『哲学・世紀末における回顧と展望』尾形敬次訳、東信堂、1996年。ISBN 488713245X
- 『主観性の復権:心身問題から「責任という原理」へ』宇佐美公生・滝口清栄訳、東信堂、2000年。ISBN 4887133634
- 『アウシュヴィッツ以後の神』品川哲彦訳、叢書・ウニベルシタス：法政大学出版局、2009年。ISBN 978-4-588-00924-2

（Gedanken über Gott : drei Versuche. 1994年）
- 『ハンス・ヨナス「回想記」』盛永審一郎・木下喬・馬渕浩二・山本達訳、東信堂、2010年。ISBN 978-4-88713-998-5
- 『グノーシスと古代末期の精神 第1部　神話論的グノーシス』大貫隆訳、ぷねうま舎、2015年。ISBN 978-4-906791-49-1
- 『グノーシスと古代末期の精神 第2部　神話論から神秘主義哲学へ』、同上、ISBN 978-4-906791-50-7

## ヨナスに関する研究
- 戸谷洋志『ハンス・ヨナスを読む』堀之内出版、2018年
  - 増補版『ハンス・ヨナスの哲学』角川ソフィア文庫、2022年
- 戸谷洋志『ハンス・ヨナス未来への責任　やがて来たる子どもたちのための倫理学』慶應義塾大学出版会、2021年
- 戸谷洋志・百木漠『漂泊のアーレント 戦場のヨナス　ふたりの二〇世紀ふたつの旅路』慶應義塾大学出版会、2020年